# Glykolyse
Glykolysen er en række af biokemiske reaktioner ved hvilke et mol glukose oxideres til to mol pyruvat. Glykolyse kommer fra græsk, glyk (der betyder sød) og lysis (der betyder opløse). Det er den første proces af mange i kulhydraters metabolisme, og formålet er at danne energiholdige molekyler som ATP, og mindre organiske molekyler, der bruges i efterfølgende biokemiske processer.
Glykolyse foregår i mange celletyper i næsten alle slags organismer. Glykolysen alene producerer mindre energi pr. glukosemolekyle end ved en fuldstændig aerob oxidation, og under iltfrie forhold er der et højere flux igennem glykolysen.
I eukaryote celler foregår glykolysen i cytosolen, mens dens produkt, pyruvat, bliver transporteret ind i mitokondrierne til videre oxidation.

## Glykolysens trin
Den overordnede proces i glykolysen er:
{\displaystyle Glu+2NAD^{+}+2ADP+2P_{i}\to 2NADH+2Pyr+2ATP+2H_{2}O+2H^{+}}
hvor Glu er glukose og Pyr pyruvat. Denne proces foregår i 10 trin, hvoraf de første fem kaldes den energiinvesterende fase og de sidste fem kaldes for den energigenererende fase. Reaktionerne i alle trin katalyseres af forskellige enzymer.

### Den energiinvesterende fase
Reaktion 1: Glukose omdannes til glukose-6-fosfat under forbrug af et ækvivalent mol ATP. Denne reaktion katalyseres af enzymet hexokinase // glucokinase.
Reaktion 2: Glukose-6-fosfat bliver omdannet til den isomere sukker fruktose-6-fosfat. Enzymer der katalyserer denne reaktion hedder fosfoglukoisomerase.
Reaktion 3: Fosfofruktokinase katalyserer fosforyleringen af fruktose-6-fosfat til fruktose-1,6-bisfosfat. Ved denne reaktion forbruges et ækvivalent mol ATP.
Reaktion 4: I denne reaktion spaltes fruktose-1,6-bisfosfat (indeholder seks kulstofatomer) til de to tre-kulstofmolekyler glyceraldehyd-3-fosfat og dihydroxyacetonefosfat. Spaltningen er en omvendt aldolkondensation, der katalyseres af fruktose-1,6-bisfosfataldolase.
Reaktion 5: Det er kun glyceraldehyd-3-fosfat der kan fortsætte igennem glykolysens reaktioner, og derfor omdannes dihydroxyacetonefosfat til glyceraldehyd-3-fosfat i en isomeriseringsreaktion som katalyseres af triosefosfatisomerase.

### Den energigenererende fase
Reaktion 6: Glyceraldehyd-3-fosfat bliver fosforyleret og omdannet til højenergimolekylet 1,3-bisfosfoglycerat. Det er glyceraldehyd-3-fosfatdehydrogenase der katalyserer denne reaktion.
Reaktion 7: Fosfoglyceratkinase katalyserer spaltningen af fosforylgruppen fra 1,3-bisfosfoglycerat. Derved dannes der 3-fosfoglycerat og to ækvivalente mol ATP. På dette trin i glykolysen er nettoenergiforbruget (i form af ATP) lig nul.
Reaktion 8: Fosfoglyceratmutase katalyserer isomeriseringen af 3-fosfoglycerat til 2-fosfoglycerat.
Reaktion 9: I denne reaktion dannes igen en højenergiforbindelse, fosfoenolpyruvat. Reaktionen katalyseres af enzymet enolase.
Reaktion 10: I det sidste trin fraspaltes fosfat fra fosfoenolpyruvat, og der dannes pyruvat og to ækvivalente mol ATP. Denne reaktion katalyseres af pyruvatkinase.

## Andre sukkerarter
Når andre sukkerarter end glukose skal igennem glykolysen, må de først omdannes til glukose eller et af de andre intermediære sukkerforbindelser. Fruktose, som man får fra forskellige frugter eller ved spaltningen af sukrose, kan efter fosforylering entrere glykolysen i reaktion 3. Galaktose er en isomer af glukose, som man får fra spaltning af laktose (mælkesukker). Galaktose kan omdannes til glukose ved hjælp af enzymet galaktokinase.